# Рудник и термоелектрана Угљевик
Рудник и термоелектрана „Угљевик“ (скр. РиТЕ „Угљевик“), акционарско друштво из Угљевика, је зависно предузеће које послује у оквиру Мјешовитог холдинга „Електропривреда Републике Српске“, Требиње. Претежна дјелатност је производња термоелектричне енергије и експлоатација и продаја комерцијалног мрког угља.
У овом предузећу, једном од највећих енергетских објеката у Републици Српској, запослено је 1.634 радника.

## Рудник
Експлоатација мрког угља у овом угљеном басену изводи се од 1899. године, и до 2006. године откопано је око 35 милиона тона угља. До 1985. године производња угља је била намијењена широкој потрошњи, а од 1985. године највећим дијелом за потребе ТЕ Угљевик снаге 300 MW и око 3% за широку потрошњу. 
Геолошке резерве угља у овом басену износе 429,9 милиона тона.
Експлоатација угља се врши на површинском копу „Богутово Село“. Експлоатација на овом копу изводи се од 1978. године. Пројектована годишња производња површинског копа „Богутово Село“ је 1.750.000 тона ровног мрког угља. Угаљ се од рудника до термоелектране транспортује транспортером са траком.

## Термоелектрана
Инсталисана снага Термоелектране „Угљевик 1" је 300 MW са пројектованом годишњом производњом од 1.601 GW. ТЕ „Угљевик 1" је пројектована да ради 200.000 сати. Од почетка производње, мај 1985. до 31. децембра 2006. године блок је радио око 104.500 х или 52% пројектованог радног вијека.

## Историјат
Угаљ се примитивним средствима на овом рудном лежишту ископавао одавно. Прве велике анализе рудног лежишта извршене су 80-их година 19. вијека (М. Рацкијевиц, Фридрих Кацер итд). Аустроугарска одлучује да овдје организованије почне да експлоатише угаљ тако да у селу Угљевик (који је и добио име по угљу), у тадашњој општини Забрђе, 1889. године отвара Рудник, као државно предузеће. То је био јамски рудник.
Године 1916, готово на крају Првог свјетског рата, мислећи да је за свагда поразила Србију, с циљем ширења на исток, Аустроугарска ангажује руске заробљенике за изградњу ускотрачне пруге од Угљевика до Бијељине и од Бијељине до Босанске Раче. Пруга је завршена 1918. године.
Први свјетски рат донио је ослобођење Босне и Херцеговине, и улазак у састав Краљевине Срба, Хрвата и Словенаца. Нова пруга омогућила је пласирање угља већем броју потрошача. Од ослобођења рудник постаје "Државни рудник „Угљевик". Нова држава улаже велика средства у Угљевик. Велелепна зграда Дирекције Рудника изграђена је 1921. године. 1929. године, сада већ Краљевина Југославија, одлучно је подстакла и подизање рударског насеља у продужетку имања директора и управника (Колона, Колонија), као и неколико јавних објеката. Народ је то рударско насеље прозвао Мајдан (турски назив за рудник).
На ријеци Сави, код Босанске Раче, 1934. године изграђен је Мост краљице Марије. До тада се угаљ преко Саве преносио жичаром, која је остала у функцији све до Другог свјетског рата, када је срушена. Због ширења рудника, 1939. године, ускотрачна пруга је проширена до Мезграје, гдје је отворена још један јамски коп.
Почетком Другог свјетског рата, Босна и Херцеговина се нашла у саставу новостворене Независне Државе Хрватске. Усташке власти постављају свог управника Рудника, инжињера Милера, и рудник ограђују бодљикавом жицом. Тих година и центар општине Забрђе прелази из Забрђа, које је било спаљено, у Угљевик.
На кратак период, 16. јуна 1943. године, партизанске јединице под командом Вељка Лукића Курјака, ослобађају Угљевик, па тако и рудник, гдје настављају са откопом. Након поновног заузећа рудника од стране усташа, свим Србима је био забрањен рад у руднику.
Након 1945. године и коначног ослобођења, нова социјалистичка власт, улаже велике напоре у ревитализацију рудника. Читаво рудничко насеље је било спаљено, а од грађевина обновљена је само зграда Дирекције рудника, тако да је Угљевик заувјек остао без лијепих стамбених зграда, за ово подручје необичног, алпског стила. Приступа се и обнови пруге, која је такође била уништена. Отварају се и нови копови, и врши се набавка механизације.
Развој рудника значио је и развој читавог Угљевика. Тако је, 60-их година 20. вијека, Угљевик био живописно мјесто са свим елементима модерне урбане средине.
И поред кризе која је захватила Рудник 60-их година врше се значајни истраживачки радови угљевичког рудног басена. Почетком 70-их година изграђен је пројекат проширења рудника и изградње термоелектране. 1975. године одобрене су инвестиције и 1979. године почела је изградња термоелектране, као заједничког пројекта босанско-херцеговачке и словеначке електропривреде. Термоелектрана је изграђена по руском типу. У новој ситуацији, није било више потребе за јамским коповима, тако да се затварају сви дотадашњи копови у Мезграји и Угљевику, а производња се пребацује на нови површински коп Богутово Село. Укида се пруга 1979. године из Мезграје (већ је 1967. године укинут крак пруге за Угљевик).
Иако генератор настанка, рудник је, уједно, и генератор нестанка варошице Угљевик. Због експлоатације рудних лежишта испод самог мјеста Угљевика, донијета је одлука да се становништво пресели у ново насеље, удаљено 5 km од првобитног. Тако је настао Нови Угљевик, а на првобитној локацији је забрањена свака градња и временом је добила име Стари Угљевик.
Гашење постојећег предузећа Рудник Угљевик, створено је ново предузеће Рудник и Термоелектрана Угљевик. Термоелектрана је званично почела да ради 27. новембра 1985. године, када је почела и изградња друге фазе ТЕ, тј. Угљевик 2, још једног блока исте снаге термоелектране.
У периоду од 23. априла 1992. до 24. новембра 1995. године Термоелектрана је била ван погона због рата у Босни и Херцеговини. Рат је прекинуо и радове на изградњи још једног блока ТЕ снаге 300 MW.

## Димњак термоелектране
Димњак термоелектране је висок 310 метара. Највиша је грађевина у Босни и Херцеговини. Био је и трећи објекат по висини у бившој Југославији (виши од њега су димњаци ТЕ у Трбовљу (Словенија) и Пломину (Хрватска), као и 8 димњак по висини у Европи, одн. 15 у свијету.
Прије рата на његовом врху је бијелим словима било исписано ТИТО, да би у току рата на том мјесту био исцртан крст са оцилима.